# Шарифов, Агакерим Ширали оглы
Агакерим Ширали оглы Шарифов (азерб. Ağakərim Şirəli oğlu Şərifov; род. 1 ноября 1949 году, Ленкорань, Азербайджанская ССР) — государственный и политический деятель. Депутат Милли меджлиса Азербайджанской Республики II созыва.

## Биография
Родился Агакерим Шарифов 1 ноября 1949 году в городе Ленкорань, ныне Республики Азербайджан. В 1966 году завершил обучение в Ленкоранской средней школе № 3. В 1973 году получил диплом о высшем профессиональном образовании закончив обучение в Азербайджанском политехническом институте имени Йылдырыма, получил специальность инженер автоматических электросвязей. Трудовую деятельность начал в 8-м строительном управлении Бакинского Строительного треста № 1.
С 1971 по 1973 годы работал главным электрослесарем в управлении АТС-37 БТШ Министерства связи. С 1973 по 1974 годы проходил действительную срочную военную службу в Советской Армии, служил в Германской Демократической Республике.
С 1974 по 1985 годы работал инженером Ленкоранского узла связи. С 1985 по 1993 годы работал директором Ленкоранского опытно-приборостроительного завода. С 1993 по 1995 годы работал председателем Ленкоранского городского Совета народных депутатов.
С 1995 по 2000 годы работал заместителем главы Исполнительной власти города Ленкорань по социальным вопросам. С 2007 года по настоящее время работает в ОАО " Azərenerji" на должности заместителя директора ООО "Сеть систем управления энергосистемой".
В 2000 году был избран депутатом Милли Меджлиса Азербайджанской Республики II созыва по Ленкоранскому избирательному округу №36, являлся членом постоянной комиссии по экономической политике. В 2005 году депутатские полномочия были завершены.
Женат, имеет пятерых детей и также 11 внуков.